# Ламбі
Ламбі (англ. Lumbee) — плем'я корінних американців США у штаті Північна Кароліна. Назва ламбі походить від річки Ламбер (також річка Ламбі). Хоча ламбі походять від суміші корінних американців, білих та чорношкірих американців, вони визнані індіанським племенем у штаті Північна Кароліна з 1885 року, однак не визнані на федеральному рівні, що могло б забезпечити їм певні пільги. 2025 р. президент Дональд Трамп видав наказ з метою скорішого визнання племені.

## Історія

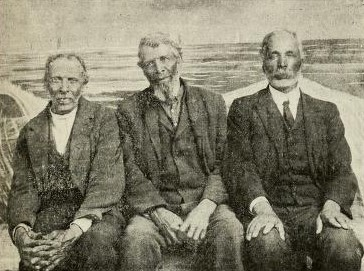
Три жителі племені ламбі, близько 1909 року

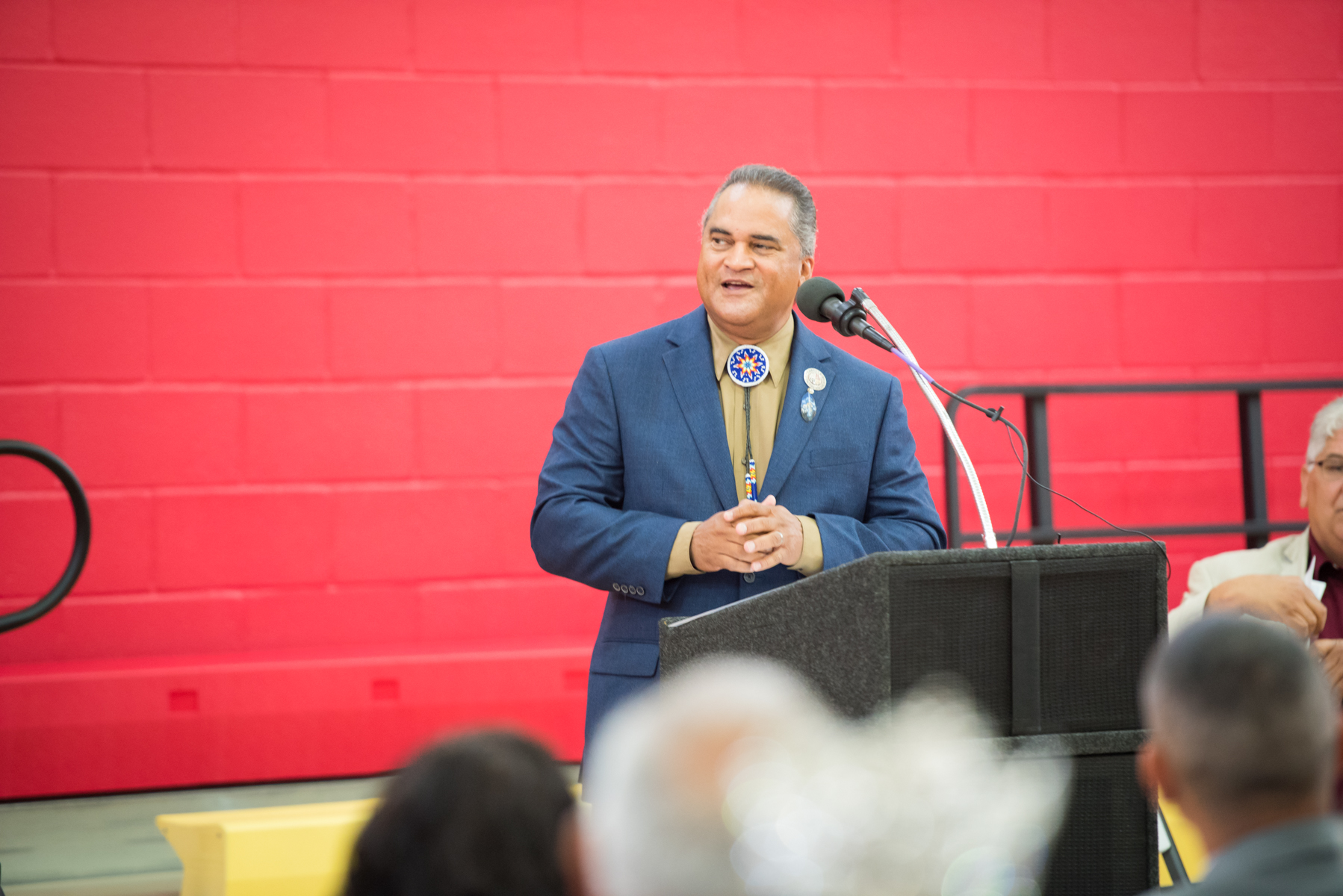
Голова Ради племені 2017 року: Гарві Годвін-молодший.

Ламбі живуть щонайменше з початку 18 століття у Північній Кароліні, де їх зустріли британські та шотландські поселенці. Їхнє походження неясне. Можливо, вони походять від черау та інших місцевих племен, що розмовляли мовами сіу. Однак, до предків цієї етнічної групи також належать люди з Європи та Африки. Оскільки щонайменше 20 прізвищ народу ламбі сьогодні походять від колоністів англійської «втраченої колонії» Роанок, існувала гіпотеза, що колоністи могли долучитися до індіанців гаттерас до 1590 року. Черокі, тускарора та африканські раби також могли бути серед предків ламбі, оскільки величезні болота річки Ламбер були ідеальним притулком для біженців. Перші повідомлення, які описували ламбі як «фермерів», яких називали індіанцями лише через колір шкіри, також свідчать про мультикультурний склад. Вони мало контактували з новими поселенцями, яких і так мало цікавили болота.
Це змінилося в 1760-х роках, коли до Ламбіленду прибуло все більше поселенців з Шотландського нагір'я. Це призвело до конфліктів та втрат земель. У 1835 році штат Північна Кароліна офіційно позбавив їх права голосу.
Під час Громадянської війни ламбі були залучені до примусової служби. Це призвело до руху опору на чолі з Генрі Беррі Лоурі, який грабував плантації, щоб роздавати їжу нужденним. Лоурі продовжував боротьбу за справедливість після війни, а також виступав проти Республіканської (Реконструкційної) партії, яка разом з демократами вважала організацію Лоурі бандитською. Він уникав полону принаймні до свого зникнення в 1872 році. Зокрема, опір та неприйняття з боку більшості суспільства призвели до формування індіанської етнічної ідентичності.
Після війни Ламбі наполягали на визнанні на рівні штатів та федерального уряду, але мультикультурний рух Лоурі погіршив їхнє початкове становище. Таким чином, їм довелося прийняти статус «третьої раси», тобто їхні права знаходилися у «сірій зоні» між афроамериканцями та білими.
Більшість ламбі займалися сільським господарством до Другої світової війни. У 1953 році штат Північна Кароліна визнав їх індіанцями ламбі.
У 1958 році сотні членів еліти Ламбі протистояли расистському Ку-клукс-клану та вигнали його з округу Робсон (подія відома як Битва біля Гейс-Понд).

## Демографічні дані та географічне розташування

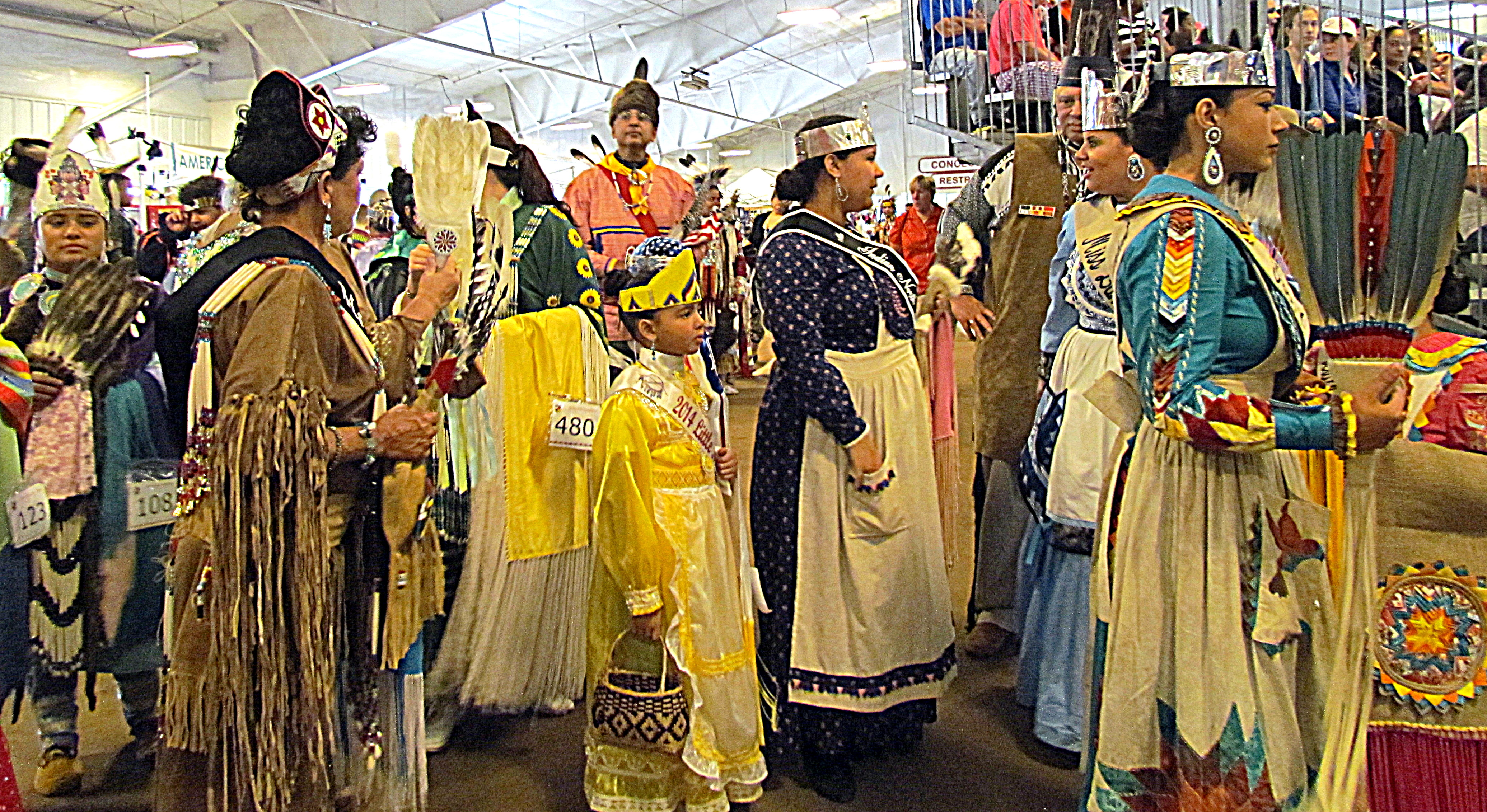
Паувау племені ламбі у Ламбертоні (2015)

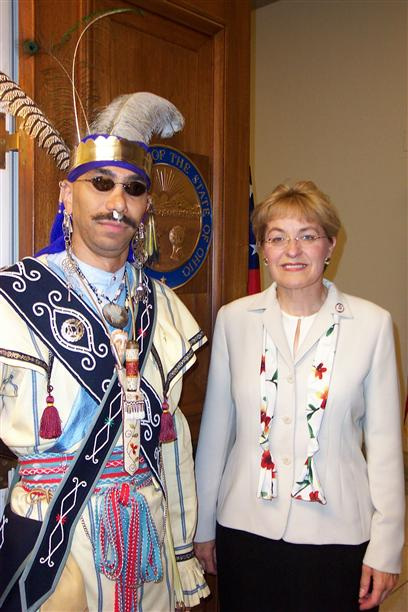
Ламбі Джеймі Оксендін у традиційному одязі на відкритті Національного музею американських індіанців у Вашингтоні, округ Колумбія

Маючи понад 50 000 членів, ламбі є восьмим за величиною плем'ям корінних американців у Сполучених Штатах і найбільшим у Північній Кароліні. Вони переважно проживають в округах Робсон, Гоук, Камберленд та Скотленд. Економічним, культурним та політичним центром племені є місто Пембрук у штаті Північна Кароліна.

## Визнання на державному рівні
Ламбі визнані корінною американською етнічною групою штату Північна Кароліна з 1885 року. У 1956 році Конгрес ухвалив закон «HR 4656», відомий як Закон про ламбі, який підписав президент Дуайт Д. Ейзенхауер. Закон значною мірою визнавав ламбі корінними американцями. Однак плем'я не було повністю визнано державою як індіанське плем'я, через що воно не має доступу до багатьох видів фінансової державної допомоги, доступних визнаним племенам. Повне визнання племені державою зараз розглядається законодавчим органом.

## Поточна ситуація
У Пембруку багато Ламбі обіймають важливі політичні посади, кілька з них обиралися на посаду мера.
Більшість ламбі в окрузі Робсон належать до суто протестантських церков корінних американців. Місцеві школи (учні та вчителі) здебільшого походять з ламбі. Є громадська газета. Як члени Коаліції корінних американців Східного узбережжя, ламбі (та інші невизнані або неповністю визнані племена) прагнуть отримати субсидії від Бюро у справах індіанців. З одного боку, ламбі повністю інтегровані в більшість суспільства, але водночас вони зберігають свою індіанську ідентичність (незважаючи на змішане етнічне походження).

## Вебпосилання
- https://www.lumbeetribe.com/ (англійською)
- https://www.lumbee.org/ (англійською)